# Sangdae-dong, Jinju
Sangdae-dong (koreanska: 상대동) är en stadsdel i staden Jinju i provinsen Södra Gyeongsang i den södra delen av Sydkorea, 285 km söder om huvudstaden Seoul.